# 朝天门长江大桥
朝天门长江大桥位于中華人民共和國重庆市的长江上游主城区，西連江北青草壩，東接南岸王家沱，主跨長552米，全长1741米，若含前後引橋段則長達4881米，建成时為世界上最長的拱橋，超越上海的盧浦大橋，后被平南三桥超越。是重庆主城区的第8座跨江桥梁，于2006年3月动工，並於2009年4月29日通車。下层预留的轨道在2018年12月28日随重庆轨道交通环线投入使用。
朝天门大桥原计划跨越两江连通南岸区、渝中区和江北区三区，后因朝天门地区拆迁费用高达140亿元人民币，超过了造桥费用近一倍，后放弃跨越两江方案，改为直接连通南岸区和江北区。实际上朝天门大桥并不通过渝中区朝天门。
大桥采用优美的弧线造型，为重庆市民全民投票决定的。也是中国第一座由市民全民投票决定造桥方案的长江大桥。

## 名稱爭議
該橋原名“王家沱長江大橋”，後相繼改名紅岩長江大橋，朝天門長江大橋。有市民質疑其實際位置離朝天門位置超過2公里，且並無一段位於朝天門地區，命名牽強，名不副實。
而有網友認為：王家沱這個地名很有來歷，王家沱的王家是大鹽商，最初在道光年間（1822年左右）定居王家沱，從事鹽業生意，有著自己的鹽號叫“萬茂正”號。王家此後以子女聯姻的方式，幾乎與重慶的所有顯赫家族結成親戚。作為江邊碼頭，王家沱經歷了很多歷史事件，比如日本在重慶的租界就位於王家沱，一般稱為王家沱日租界，其承載了厚重的歷史內涵，改掉“王家沱大橋”的名字，改掉了一段歷史。

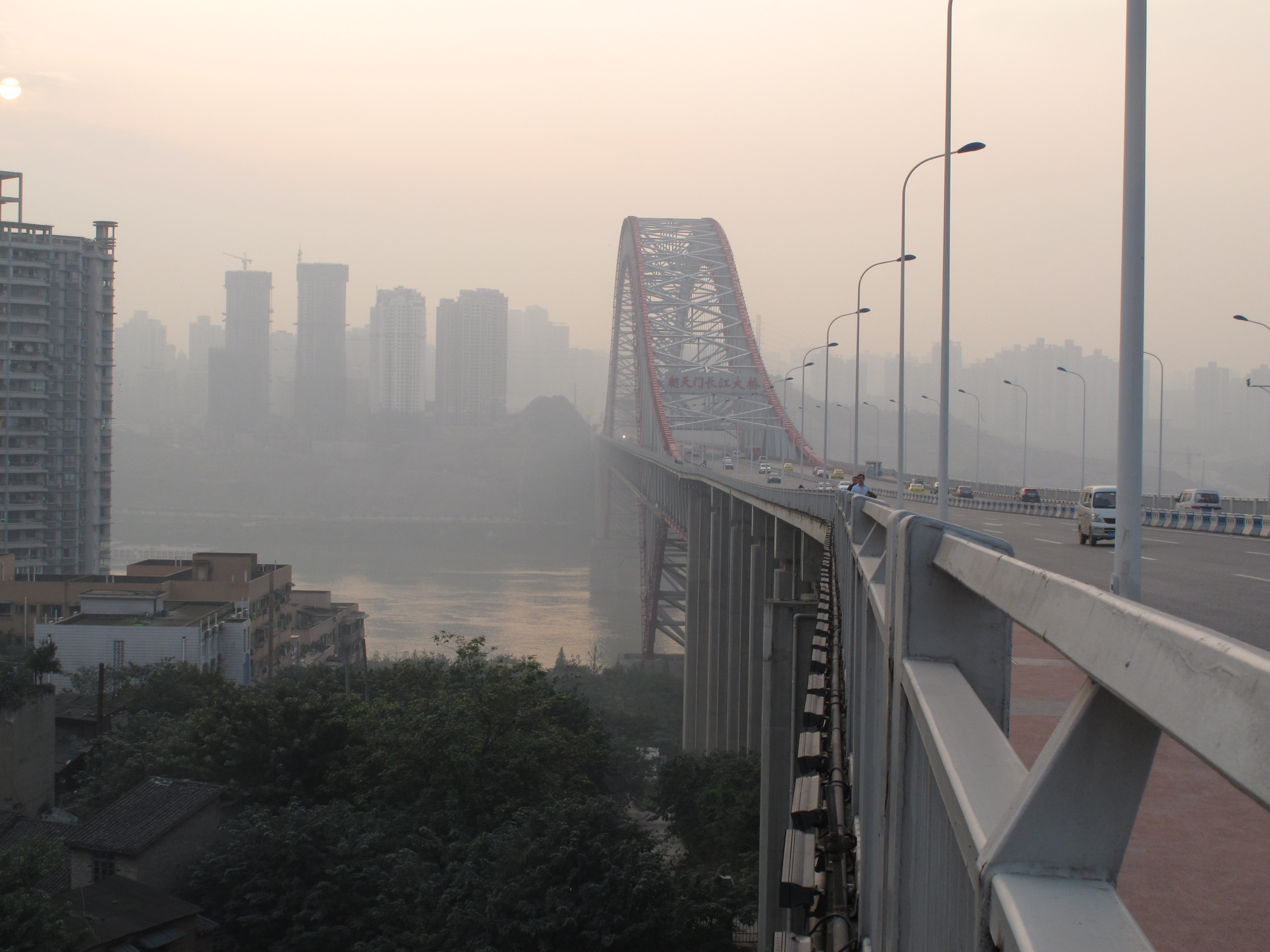
从南岸去弹子石看朝天门长江大桥跨越长江
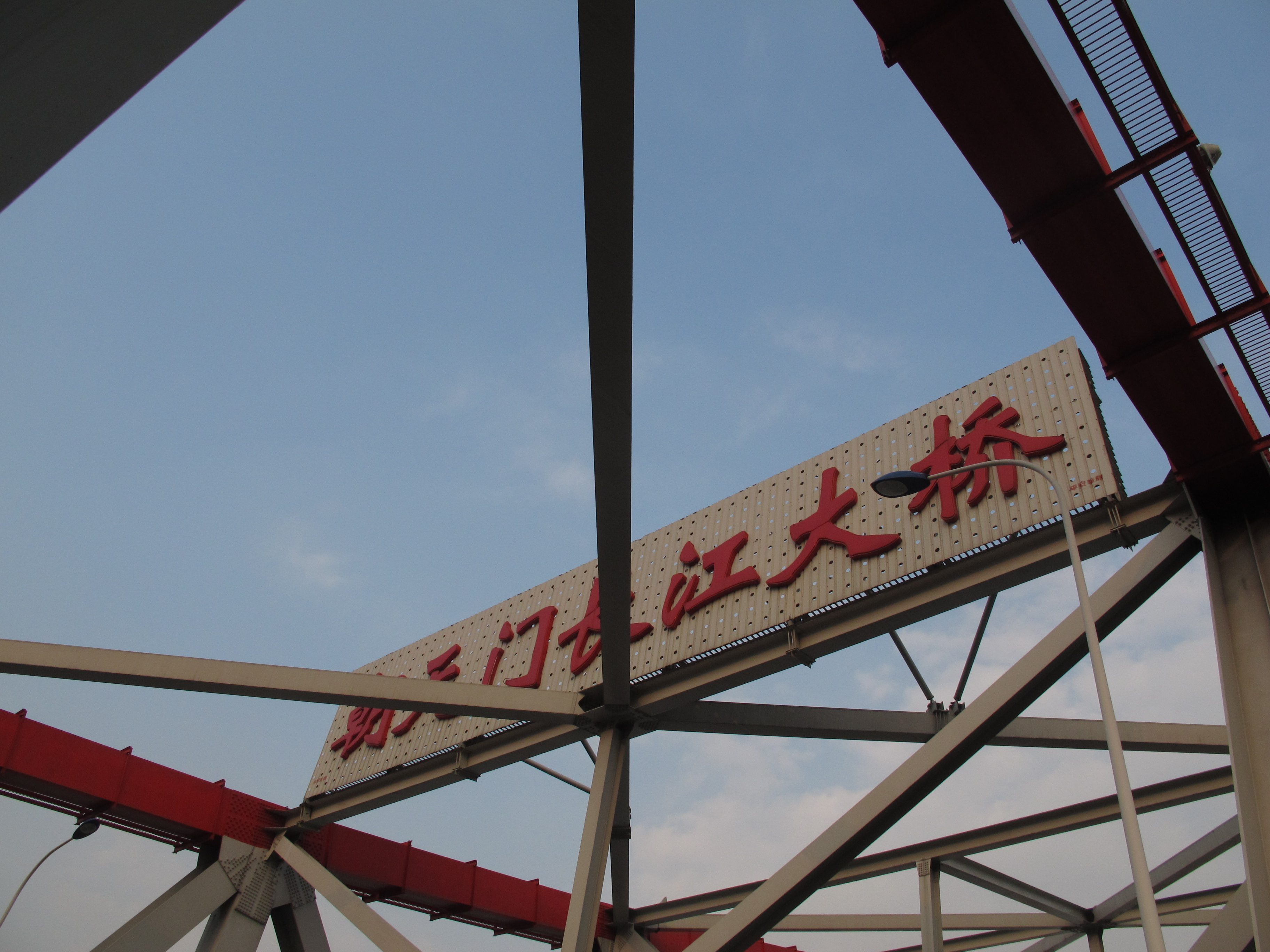
重庆朝天门长江大桥桥身标饰
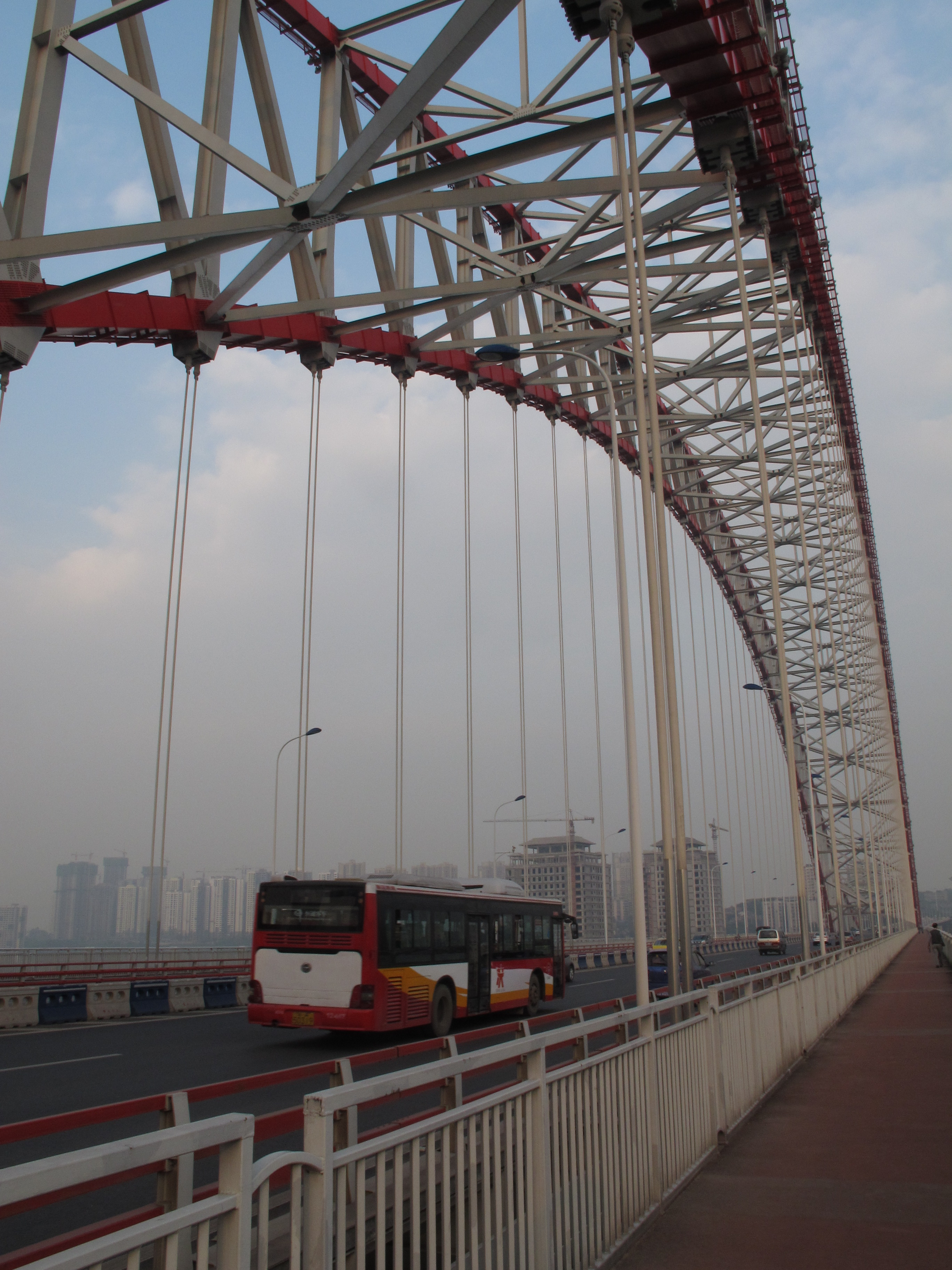
重庆朝天门长江大桥 圆拱